# Ponce
Ponce – miasto portowe w Portoryko, leżące w południowej części wyspy. Jest czwartym co do wielkości ośrodkiem miejskim kraju – Ponce w 2008 zamieszkiwało ok. 146 tys. ludzi, jego powierzchnia wynosi 278,4 km².
Miasto zostało założone w 1692 przez potomka hiszpańskiego konkwistadora Juana Ponce de Leóna i nazwane jego imieniem.

## Współpraca
- Saragossa, Hiszpania